# 곽신애
곽신애(郭信愛, 1968년 10월 23일~)는 대한민국의 영화 제작자이다. 바른손이앤에이 대표로, 봉준호 감독의 영화 《기생충》의 제작자로서 아카데미 작품상을 수상했다.
부산 출신으로 《친구》로 유명한 영화 감독 곽경택의 여동생이다. 동아대학교 국어국문학과를 졸업하고 출판대행사에 취업했다가, 드라마 외주제작사로 이직하였다. 영화 잡지 《키노》의 편집장이었던 정성일 평론가의 제안으로 1995년 키노에 입사하여 기자로 약 3년간 활동했다. 키노를 나온 후 제작사 청년필름, LJ필름의 기획마케팅실장, 신씨네 기획마케팅이사를 지냈다. 그리고 2010년 바른손 영화사업부 본부장과 바른손필름 대표를 거쳐 2015년 바른손이앤에이 대표가 됐다.

## 학력
- 남성초등학교 졸업
- 부산중앙여자중학교 졸업
- 삼성여자고등학교 졸업
- 동아대학교 국어국문학과 졸업[2]

## 작품목록
| 연도 | 작품                        | 역할            |
| ---- | --------------------------- | --------------- |
| 1999 | 해피엔드                    | 마케팅          |
| 2001 | 와니와 준하                 | 마케팅책임      |
| 2003 | 봄 여름 가을 겨울 그리고 봄 | 마케팅책임      |
| 2004 | 여자, 정혜                  | 마케팅총괄      |
| 2004 | 주홍글씨                    | 마케팅총괄      |
| 2005 | 러브토크                    | 마케팅총괄      |
| 2005 | 방문자                      | 국내마케팅 책임 |
| 2005 | 피터팬의 공식               | 마케팅총괄      |
| 2005 | 러브토크                    | 마케팅총괄      |
| 2006 | 우리들의 행복한 시간        | 마케팅총괄      |
| 2006 | 삼거리 극장                 | 마케팅총괄      |
| 2006 | 구타유발자들                | 마케팅총괄      |
| 2006 | 로망스                      | 마케팅총괄      |
| 2008 | 모던 보이                   | 프로듀서        |
| 2015 | 희생부활자                  | 제작자          |
| 2016 | 가려진 시간                 | 제작자          |
| 2017 | 기억을 만나다               | 제작자          |
| 2019 | 기생충                      | 제작자          |

## 수상 내역
| 연도 | 시상식                      | 부문     | 작품   | 출처  |
| ---- | --------------------------- | -------- | ------ | ----- |
| 2019 | 제20회 올해의 여성영화인상  | 제작자상 | 기생충 | [ 5 ] |
| 2019 | 예뜨왈 뒤 시네마            |          |        | [ 6 ] |
| 2019 | 아시아 태평양 스크린 어워드 | 작품상   | 기생충 |       |
| 2019 | 제73회 영국 아카데미 영화상 | 작품상   | 기생충 |       |